# Motezuma
Motezuma ist eine italienische Opera seria (Originalbezeichnung: „dramma per musica“, RV 723) in drei Akten des Komponisten Antonio Vivaldi und des Librettisten Girolamo Alvise Giusti.

## Libretto

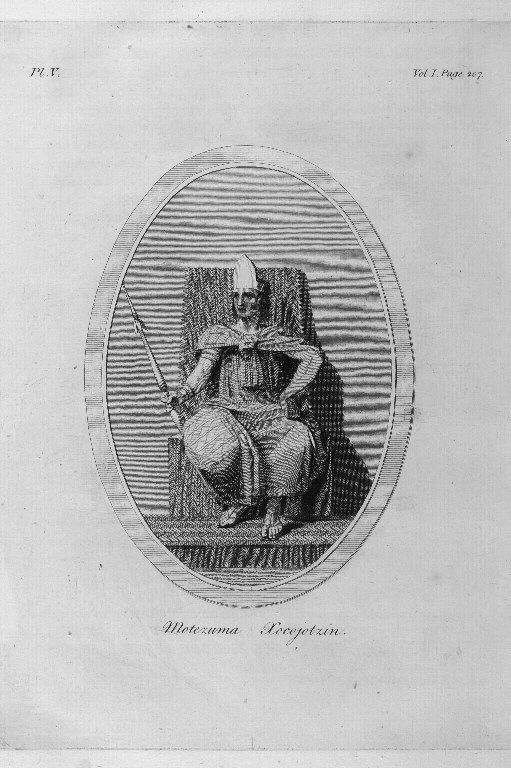
Darstellung des „Motezuma Xocojotzin“ aus einem Buch des mexikanisch-italienischen Abtes Francesco Saverio Clavigero (1731–1787) zur Geschichte Mexikos

Giustis Libretto schildert die letzten Stunden des Titelhelden in der Gefangenschaft des spanischen Konquistadoren Hernán Cortés, hier Fernando genannt.
Der Titel des Librettos bezieht sich auf den Aztekenherrscher Moctezuma II., der im Spanischen, Italienischen, Deutschen und weiteren Sprachen als „Montezuma“ bekannt ist. Die Schreibung „Motezuma“ ist dem Nahua-Namen „Motecuhzoma Xocojotzin“ entlehnt (vergleiche nebenstehende Illustration).

## Handlung

### Erster Akt
Motezuma verbirgt sich in seinem Palast; seine Frau Mitrena und seine Tochter Teutile fordert er auf, sich gegebenenfalls selbst zu töten; schließlich wird er von den Spaniern in Ketten gelegt. Aber auch die heimliche Liebe zwischen Teutile und Ramiro, Fernandos Bruder, spielt eine Rolle. Der mexikanische Feldherr Asprano ist noch zuversichtlich.

### Zweiter Akt
Während sich die Protagonisten Wortgefechte liefern, gewinnen die Spanier die entscheidende Schlacht; Fernando jedoch sitzt in einem von Asprano belagerten Turm fest. Die Mexikaner befragen das Orakel: Ein Spanier sowie Teutile sollen geopfert werden.

### Dritter Akt
Ramiro rettet Fernando über einen Geheimgang, bevor Asprano den Turm niederbrennen lässt; dann bringt er Teutile in Sicherheit. Nach zahlreichen weiteren Verwicklungen setzt der siegreiche Fernando die Hochzeit von Ramiro und Teutile fest. Motezuma und Mitrena erkennen, dass das Orakel das Sakrament der Ehe gemeint haben muss, nicht Menschenopfer.

## Aufführungsgeschichte und Überlieferung
Die Uraufführung erfolgte am 14. November 1733 im Teatro Sant’Angelo in Venedig. Weitere Aufführungen lassen sich nicht nachweisen. Schon zu Lebzeiten Vivaldis galt die Oper als verschollen.
1832 vererbte Carl Friedrich Zelter eine Handschrift mit umfangreichen Motezuma-Fragmenten an die Sing-Akademie zu Berlin. Die Handschrift wurde 1943 mit dem Archiv der Sing-Akademie nach Schlesien ausgelagert, das Archiv später von der Roten Armee in die Sowjetunion verbracht, 1999 in Kiew (Ukraine) vom Bachforscher Christoph Wolff wiedergefunden und 2001 in das Eigentum der Sing-Akademie nach Berlin zurück verbracht. Ein Jahr später entdeckte der Musikwissenschaftler Steffen Voss die Fragmente; der zweite Akt liegt vollständig vor, die beiden anderen Akte sind nur teilweise überliefert. Elf der zweiundzwanzig Arien und Ensembles sind vollständig erhalten, vier immerhin in Fragmenten, sieben sind gänzlich verloren. Die überlieferten Teile der Partitur wurden und werden für Aufführungen verschiedentlich ergänzt, durch Parodie (z. B. Malgoire) und/oder Neukomposition (z. B. Curtis). Je nachdem, für welche Art Vervollständigung entschieden wird, liegt die Aufführungsdauer bei 2 ½ bis 3 ½ Stunden, wobei die längeren Versionen sich eher im vergleichbaren Rahmen mit den vollständig erhaltenen Opern Vivaldis bewegen. Die geschätzte Aufführungszeit für die erhaltene Originalmusik Vivaldis zu Motezuma beträgt ca. 1 ½ Stunden.

## Aufführungen nach der Wiederauffindung der Partitur
Eine konzertante Aufführung fand am 11. Juni 2005 in der Konzerthalle De Doelen in Rotterdam (Niederlande) statt (musikalische Leitung Federico Maria Sardelli).
Eine geplante Aufführung am 18. Juli 2005 im Barocktheater Barga (Italien) scheiterte an einem Rechtsstreit um Urheberrecht und Aufführungsrecht. Die erste szenische Aufführung der nur wenig ergänzten Fragmente fand am 21. September 2005 im Rahmen des Altstadtherbst-Kulturfestivals in Düsseldorf statt (musikalische Leitung wiederum Federico Maria Sardelli). Eine von Thomas Leininger vervollständigte Fassung wurde am 8. Dezember 2006 im Rokokotheater Schwetzingen zum ersten Mal aufgeführt (musikalische Leitung Michael Form); diese Produktion wurde anschließend auch in verschiedenen Städten in Mexiko gezeigt und hatte am 10. Juni 2007 Premiere am Luzerner Theater.
→ Siehe auch: editio princeps: Der Fall „Motezuma“

## Musiknummern
Die Oper enthält die folgenden Musikstücke. Die Szenenaufteilung in der Partitur sowie die Textanfänge im gedruckten Libretto weichen an einigen Stellen geringfügig ab.
Erster Akt
- Szene 2. Arie (Motezuma): „Gl’otraggi della sorte“
- Szene 3. Arie (Mitrena): „La sù l’eterna sponda“
- Szene 5. Arie (Fernando); vgl. Adelaide RV 695 II:7: „Dallo sdegno, che m’accende“
- Szene 6. Arie (Teutile): „Barbaro più non sento“
- Szene 7. Arie (Ramiro): „Tace il labbro, ed il mio affetto“ – … (h-Moll); für Streicher und Basso continuo
- Szene 8. Rezitativ: „Numi, se ancor pietosi“
- Szene 9. Rezitativ: „Seguimi. Che ricerchi?“
- Szene 10. Rezitativ: „Ramiro il tempo questi ti rassembra“
- Szene 11. Rezitativ: „Quel silentio è mai questo?“
- Szene 12. Rezitativ: „German, Signor, alla vicina arena“
- Szene 13. Rezitativ: „Olà con ogni pompa“
- Szene 14. Rezitativ: „Empio, mà pria morrai“
  - Arie (Fernando): „I cenni d’un sovrano“ – Allegro non molto (G-Dur); für Streicher und Basso continuo; vgl. Fede tradita e vendicata (Graz 1736) RV Anh 127a.16
- Szene 15. Rezitativ: „Confesso, non discerno, ove son“
  - Arie (Motezuma): „Se prescritta in questo giorno“ – Andante (Es-Dur); für Streicher und Basso continuo; vgl. Violinkonzert B-Dur RV 380:2
- Szene 16. Rezitativ (Streicher und Basso continuo): „Parte l’afflitto sposo e seco porta“
  - Arie (Mitrane): „S’impugni la spada“ – Allegro (F-Dur); für zwei Hörner, Streicher und Basso continuo
- Szene 17. Arie (Asprano): „Nell’aspre sue vicende“

Zweiter Akt
- Szene 1. Rezitativ: „Vani consigli sono“
  - Arie (Asprano): „Brilleran per noi più belle“ – … (C-Dur); für Streicher und Basso continuo
- Szene 2. Rezitativ: „Principio à respirar“
- Szene 3. Rezitativ: „Grav’è l’impegno mio“
  - Arie (Ramiro): „Quel rossor ch’in volto miri“ – Largo (B-Dur); für Streicher und Basso continuo
- Szene 4. Rezitativ: „Fernando il gran congresso s’avvicina“
- Szene 5. Rezitativ: „E guerra avrai, dammi una spada“
  - Terzett (Fernando, Mitrena, Motezuma): „A battaglia t’aspetta il mio brando“ – Allegro (Es-Dur); für Streicher und Basso continuo
- Szene 6. Rezitativ: „Consolatevi amici; è gia vicino il termine prescritto“
- Szene 7. Rezitativ: „Lo faccia, e s’ha corraggio“
  - Arie (Fernando): „Sei troppo troppo facile“ – Allegro (F-Dur); für Streicher und Basso continuo; vgl. Adelaide RV 695 I:16
- Szene 8. Rezitativ: „Mi deride, mi sprezza“
  - Arie (Asprano): „D’ira, e furor armato“ – Allegro (D-Dur); für Trompete, Streicher und Basso continuo
- Szene 9. Rezitativ: „Fermati, non fuggir; se tanto sei invincibile“
  - Abbatimento (ohne Musik)
- Szene 10. Rezitativ: „Che fate? Ove correte?“
  - Arie (Ramiro): „In mezzo alla procella“ – … (B-Dur); für Violinen I/II, Violas I/II und Basso continuo; vgl. Feraspe RV 713 I:11
- Szene 11. Rezitativ: „Vanne crudel; distruggi con empio cor“
- Szene 12. Rezitativ: „Fermati il tuo destino“
- Szene 13. Rezitativ: „Principessa, Signora… ahi qual funesto caso“
  - Arie (Teutile): „Un guardo oh Dio“ – Andante molto (C-Dur); für Streicher und Basso continuo
- Szene 14. Rezitativ: „Vanne, che vendicata“
  - Arie (Mitrena): „La figlia lo sposo“ – Allegro molto (c-Moll); für Streicher und Basso continuo; vgl. Catone in Utica RV 705 III:2; Feraspe RV 713e II:9

Dritter Akt
- Szene 1. Arie (Fernando): „L’aquila generosa“ – Allegro molto (G-Dur); für Violine I und ?
- Szene 2. Arie (Ramiro); vgl. Adelaide RV 695 III:13: „Anche in mezzo dei contenti“
- Szene 3. Arie (Asprano; vgl. Adelaide RV 695 III:11): „Dal timor, dallo spavento“
- Szene 4. Arie (Mitrena): „Nella stagion ardente“
- Szene 5. Arie (Teutile): „L’agonie dell’alma afflitta“ – … (g-Moll); für Violinen I/II ?, Viola und Basso continuo
- Szene 6. Rezitativ: „Figlia una volta ancora“
  - Rezitativ (Streicher und Basso continuo): „Dunque è un errore degl’occhi tuoi“
  - Rezitativ: „Madre infelice. Oh Dio!“
- Szene 7. Rezitativ: „Ah v’ingannate. Sacrilegio che fai? Lasciami ingrato“
- Szene 8. Rezitativ: „Vo seguir l’infelice“
- Szene 9. Rezitativ (Streicher und Basso continuo): „Ed ho cor di soffrir“
  - Rezitativ: „Ferma sposa la destra“
- Szene 10. Rezitativ: „Stelle vinceste; ecco un esempio“
  - Arie (Motezuma): „Dov’è la figlia, dov’è il mio trono?“ – Allegro (e-Moll); für Streicher und Basso continuo; vgl. Tamerlano RV 703 II:8
- Szene 11. Chor (Fernando, Ramiro, Teutile): „Al gran genio guerriero“ – Allegro (D-Dur); für Trompete, Streicher und Basso continuo
- Szene 12. Chor; vgl. Feraspe RV 713 III:9; RV 718 III:9: „Imeneo, che sei d’amori“

Stücke der geänderten Fassung
- Szene I:16. Arie (Mitrena): „A svenare il mostro gl’empi“ (nur Text erhalten)
- Szene II:2. Arie (Teutile): „Il nocchiero coraggioso“ (nur Text erhalten)

## Varia
1974 bezog sich der Schriftsteller Alejo Carpentier in seiner Novelle Concierto barroco (Barockkonzert) auf Vivaldis Oper. 1980/81 drehte der Regisseur José Montes-Baquer den Fernsehfilm Montezuma nach Carpentiers Novelle.
1992 spielte der Dirigent Jean-Claude Malgoire für das Label Astree einen eigenen Rekonstruktionsversuch ein, der im so genannten Pasticcio-Verfahren auf dem originalen Libretto und auf Musik aus anderen Vivaldi-Opern beruhte. Im selben Jahr und auf Malgoires Grundlage entstand die Fernsehoper Montezuma des Regisseurs Maté Rabinovski.
2006 erschien die erste Einspielung der Musik Vivaldis beim Label Deutsche Grammophon (vollständige Umsetzung des Librettos mit musikalischen Anleihen aus anderen Vivaldi-Opern durch Alessandro Ciccolini, musikalische Leitung Alan Curtis).